# Aurangabad Bangar
Aurangabad Bangar là một thị trấn thống kê (census town) của quận Mathura thuộc bang Uttar Pradesh, Ấn Độ.

## Nhân khẩu
Theo điều tra dân số năm 2001 của Ấn Độ, Aurangabad Bangar có dân số 8819 người. Phái nam chiếm 53% tổng số dân và phái nữ chiếm 47%. Aurangabad Bangar có tỷ lệ 62% biết đọc biết viết, cao hơn tỷ lệ trung bình toàn quốc là 59,5%: tỷ lệ cho phái nam là 70%, và tỷ lệ cho phái nữ là 53%. Tại Aurangabad Bangar, 19% dân số nhỏ hơn 6 tuổi.